# Anderson Luís
Anderson Luís Ribeiro Pereira, meglio noto come Anderson Luís (Mesópolis, 31 luglio 1988), è un ex calciatore brasiliano, di ruolo difensore.

## Palmarès

### Club

#### Competizioni statali
- Campionato Catarinense: 1

Figueirense: 2008

#### Competizioni nazionali
- Segunda Liga: 1

Estoril Praia: 2011-2012